# Burdizzo

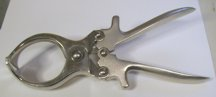
9 calowe kleszcze Burdizzo.

Kleszcze kastracyjne Burdizzo (emaskulator) – narzędzie weterynaryjne będące rodzajem kleszczy, służące do bezkrwawej kastracji. Jego działanie polega na zmiażdżeniu naczyń krwionośnych i nasieniowodu.
Zmiażdżenie naczyń krwionośnych doprowadza do zaburzeń krążenia krwi i rozwoju martwicy i następowych zmian wstecznych. Kleszcze zostały zaprojektowane i są używane do kastracji zwierząt, zwłaszcza w przypadkach  hodowli zwierząt na specjalne rodzaje mięsa jak wołowina Kobe.
Opisywane są jednak zastosowania kleszczy do samokastracji u ludzi. Jest to metoda bezkrwawa, niewymagająca wykonania żadnych cięć, charakteryzuje się więc niewielką ilością powikłań pod postacią zakażeń.
Opisywane są przypadki samokastracji za pomocą tego urządzenia u mężczyzn szukających skutecznego lekarstwa na zwiększone libido, jak również u osób - które z przekonań religijnych lub osobistych - dążą do bycia eunuchem. Opisywano zastosowanie tej metody u transsekualnych kobiet. Metoda ta jest bezkrwawą alternatywą dla orchidektomii.